# هرمان فلیک
هرمان فلیک (انگلیسی: Hermann Flick; ۲۲ نوامبر ۱۹۰۵ – ۱۹ ژانویهٔ ۱۹۴۴) بازیکن فوتبال اهل رایش آلمان بود.
وی همچنین در تیم ملی فوتبال آلمان بازی کرده‌است.